# Albert d’Amade

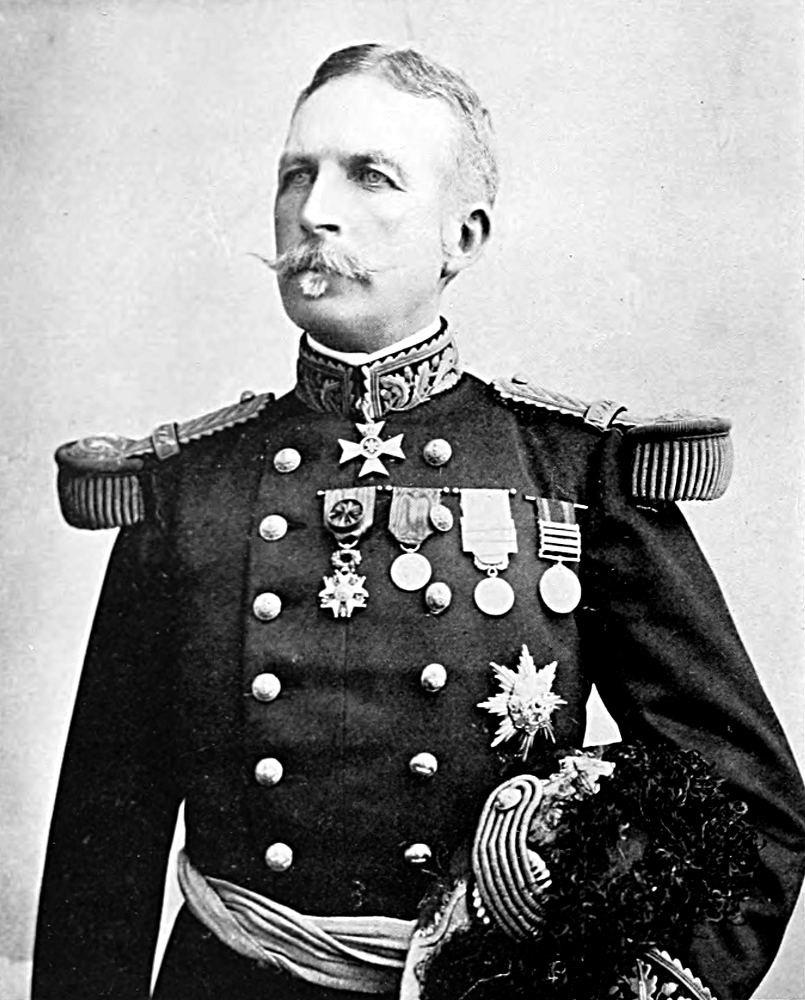
Albert d’Amade

Albert-Gérard-Léon d’Amade (* 24. Dezember 1856 in Toulouse; † 11. November 1941 in Fronsac, Département Gironde) war ein französischer Heeresoffizier, zuletzt Général de division.

## Leben
Albert d’Amade absolvierte ab 1874 eine Ausbildung an der Militärschule Saint-Cyr und trat 1876 als Sous-lieutenant in das 3e régiment de tirailleurs algériens in Constantine ein, bei dem er die nächsten fünf Jahre diente. Er nahm 1881 mit dem 143e régiment d’infanterie an der Expedition zur „Befriedung“ Tunesiens teil. Von 1882 bis 1884 besuchte er die École supérieure de guerre und diente danach kurzzeitig im Stab des Kriegsministers Jules Louis Lewal. Im Frühjahr 1885 kam er als Capitaine zum 108e régiment d’infanterie, mit dem er sich für die Teilnahme an der Tonkin-Kampagne einschiffte. In Indochina diente er unter General Munier im Stab der 2. Brigade in Tonkin, später in Annam. 1887 wurde er ausgewählt, den Posten des Militärattachés im China der Qing-Dynastie zu übernehmen. Nach seiner Rückkehr nach Frankreich 1891 diente er unter anderem im Deuxième Bureau des französischen Generalstabs.

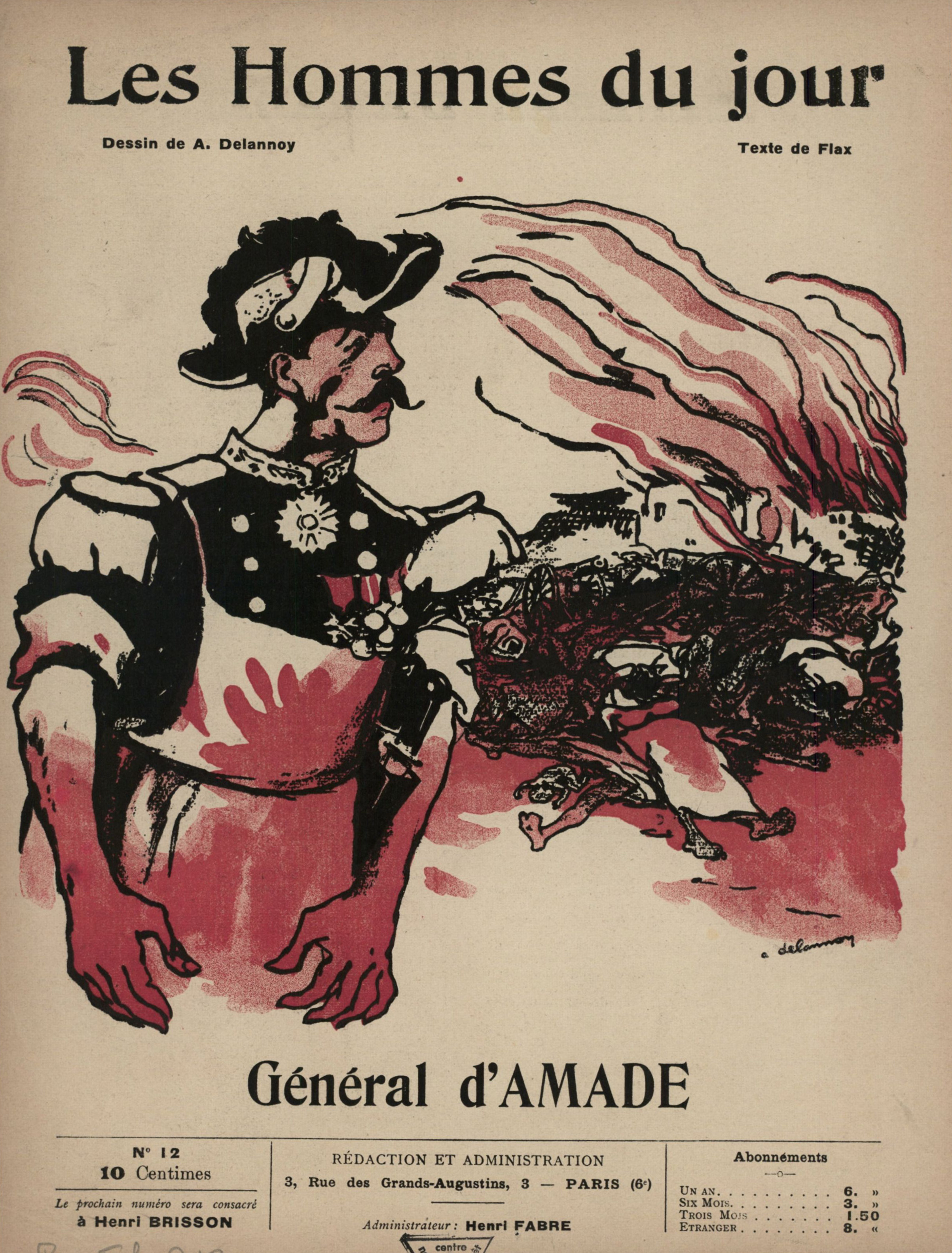
Albert d’Amade auf der Titelseite von Les Hommes du jour, 1908. Für diese antimilitaristische Karikatur wurde der Maler Aristide Delannoy (1874–1911) aufgrund der „Lois scélérates“ zu zwölf Monaten Haft im Gefängnis La Santé verurteilt.

Ab 1901 bekleidete d’Amade im Range eines Lieutenant-colonel den Posten des Militärattachés im Vereinigten Königreich. In dieser Funktion nahm er auch als Beobachter am Krieg gegen die Buren in Südafrika teil, wo er Bekanntschaft mit Feldmarschall Roberts und General Kitchener sowie mit Ian Hamilton und Winston Churchill schloss. 1904 kehrte er nach Frankreich zurück und wurde als Colonel Kommandeur des 77e régiment d’infanterie und 1907 Kommandeur der 69ème brigade d’infanterie. Mit letzterer wurde er im gleichen Jahr in die marokkanische Region Chaouia entsandt, um dort gewaltsam Aufstände niederzuzwingen. Er stellte hier unter anderem die Hilfstruppe Goumiers marocains auf.
1909 wurde d’Amade Kommandeur der metropolitanen 9ème division d’infanterie, nachdem er schon im Jahr zuvor zum Général de division befördert worden war. Ende Januar 1912 wurde er Kommandierender General des XIII. Armeekorps in Clermont-Ferrand, im Juni desselben Jahres übernahm er das VI. Armeekorps in Châlons-sur-Marne. Im April 1914 wurde er Mitglied im Conseil supérieur de la guerre.
Zu Beginn des Ersten Weltkriegs 1914 erhielt er den Befehl über die kurzzeitig bestehende Armée des Alpes, bevor man ihn Mitte August an die Spitze der Groupe de divisions territoriales setzte, die in Nordfrankreich eingesetzt wurde. Bereits nach einem Monat wurde er durch General Brugère abgelöst, nachdem sich der Oberkommandierende, General Joffre, unzufrieden mit seinen Leistungen gezeigt hatte. Er wurde zum Militärgouverneur von Marseille degradiert.
Anfang 1915 wurde d’Amade ausgewählt, den Oberbefehl über das französische Kontingent bei der Dardanellenexpedition, das Corps expéditionnaire d’Orient, zu übernehmen. In dieser Rolle unterstand er den Befehlen seines alten Bekannten, General Hamilton, der die Mediterranean Expeditionary Force führte. Er landete mit seinen Truppen am 25. April bei Kumkale auf der asiatischen Seite der Dardanellen, von wo sie aber bald zur Unterstützung der Briten am Kap Helles umdirigiert wurden. Nach wenigen Wochen wurde der erkrankte d’Amade durch General Gouraud abgelöst und hatte danach keine Verwendung als Frontoffizier mehr. Er bereiste Russland in militärdiplomatischer Mission, hatte verschiedene Inspektionsaufgaben im Heimatland und war von Anfang 1917 bis nach Kriegsende Militärgouverneur der 10. Militärregion in Rennes. Er beendete 1919 seine Militärkarriere und lebte danach bis zu seinem Tod in Fronsac. Seine sterblichen Überreste wurden nach dem Ende des Zweiten Weltkriegs ins Pariser Hôtel des Invalides überführt und im Caveau des Gouverneurs der Cathédrale Saint-Louis-des-Invalides beigesetzt.